# Cuetzala del Progreso
Cuetzala del Progreso é uma cidade do estado de Guerrero, no México.